# Ніклас Тауер
Ніклас Тауер (нім. Niklas Tauer, нар. 17 лютого 2001, Майнц, Німеччина) — німецький футболіст, півзахисник клубу «Майнц 05».
На правах оренди грає у клубі «Айнтрахт» (Брауншвейг).

## Ігрова кар'єра

### Клубна
Уродженець міста Майнц Ніклас Тауер з 2012 року почав грати у молодіжній команді місцевого клубу «Майнц 05». Дебют футболіста в основі відбувся у вересні 2020 року у матчі на Кубок Німеччини. А вже за тиждень Тауер зіграв першу гру в основі у матчі Бундесліги, коли вийшов на заміну у виїзному матчі проти «РБ Лейпциг».
У грудні 2022 року стало відомо, що Тауера на півтора року віддають в оренду у клуб «Шальке 04».

### Збірна
З 2018 року Ніклас Тауер є гравцем юнацьких збірних Німеччини.